# Matej Gaber
Matej Gaber (Kranj, 1991. július 22. –) szlovén válogatott kézilabdázó, a Pick Szeged korábbi játékosa. Posztja beállós.
Szlovéniát képviselte a 2013-as világbajnokságon és a 2012-es Európa-bajnokságon. A 2015-ös világbajnokságon és a 2016-os Európa-bajnokságon is tagja volt a nemzeti csapat keretének, a 2017-es világbajnokságon bronzérmet szerzett.

## Pályafutása
Matej Gaber 1991. július 22-én született Kranjban. Posztja szerint beállós, 197 centiméteres magasságához 114 kilogrammos súlya párosul, az ellenfelek számára nehezen tartható játékos. Profi pályafutását a Škofja Loka csapatánál kezdte, a 2008–2009-es szezonban az EHF-kupában is megmutathatta tudását. 2011-ben igazolt hazája meghatározó csapatához, a Gorenje Velenjéhez. A 2012–2013-as Bajnokok Ligája szezonban 28 gólt szerzett a legrangosabb európai kupasorozatban. 2013-ban légiósnak állt és a francia HB Montpellier játékosa lett. Pályára lépett a Szeged ellen elveszített EHF-kupa-döntőben is. 2016 nyarán igazolt a Pick Szegedhez. Három magyar bajnoki cím és egy kupagyőzelem után 2024 nyarán a francia HBC Nantes-hoz igazolt.

## Sikerei, díjai
- EHF-kupa döntős: 2013-2014
- Szlovén bajnok: 2012, 2013
- Magyar bajnok (3): 2018, 2021, 2022
- Magyar Kupa-győztes (1): 2019[9]